# Клан Шони
Клан Шони (јап. 少弐氏), јапанска властелинска породица из периода Камакура и Муромачи, која је од краја 12. века до 1536. године владала северозападним делом острва Кјушу.

## Историја

### Период Камакура
Током већег дела средњег века у Јапану, још од успостављања Камакура режима крајем 12. века, северни Кјушу, који је обухватао шест од девет провинција Кјушуа, био је сфера утицаја две велике шуго породице, Шони из Чикузена, који су држали северозападни део острва, и Отомо из Бунгоа, који су владали североисточним провинцијама. Породица Шони владала је провинцијама Чикузен и Бузен као и деловима Хизена и Чикуга 

### Период Сенгоку
У касном петнаестом веку, међутим, ове две традиционалне силе нашле су се под немилосрдним притиском породице Оучи из Јамагучија у провинцији Суо преко мореуза Шимоносеки на Хоншуу. Тај притисак је изазвао колапс средњовековне структуре моћи на северном Кјушуу.
Породица Шони уништена је до 1536, када је Оучи Јошитака (1507-51) успео да уништи Шони Сукемота пошто је примамио на своју страну његовог главног вазала и најактивнијег генерала, Рјузоџи Иеканеа (умро 1546). Оучи, међутим, нису дуго уживали у плодовима ове победе. Уместо тога, били су њихови ривали, Отомо, којима је елиминација Шонија донела трајније користи. На дуге стазе, међутим, нестанак Шонија са сцене на којој су вековима играли тако истакнуту улогу био је значајан углавном као фактор који је дозволио њиховим бившим вазалима, клану Рјузоџи, да изграде моћни нови Сенгоку домен. 